# 平行六面体
在几何学中，平行六面体是由六个平行四边形所组成的三维立体，是一種平行多面體。它与平行四边形的关系，正如正方体与正方形之间的关系；在欧几里得几何中这四个概念都允许，但在仿射几何中只允许平行四边形和平行六面体。平行六面体的三个等价的定义为：
- 六个面都是平行四边形的多面体；
- 有三对对面平行的六面体；
- 底面为平行四边形的棱柱。

长方体（六个面都是长方形）、正方体（六个面都是正方形），以及菱面体（六个面都是菱形）都是平行六面体的特殊情况。
平行六面体是拟柱体的一个子类。

## 性质
平行六面体可由正方体经线性变换而成。
用相同的平行六面体，可以镶嵌整个空间。

## 体积

### 基本公式
平行六面体的体积是底面 {\displaystyle A} 与高 {\displaystyle h} 的乘积，即
{\displaystyle V=Ah} 。
这里的高是底面与对面的垂直距离。

### 以向量計算

用向量来定义平行六面体。

另外一个方法是用向量 {\displaystyle \mathbf {a} =(a_{1},a_{2},a_{3})} ， {\displaystyle \mathbf {b} =(b_{1},b_{2},b_{3})} ，以及 {\displaystyle \mathbf {c} =(c_{1},c_{2},c_{3})} 来表示相交于一点的三条棱。平行六面体的体积 {\displaystyle V} 等于純量三重积：
{\displaystyle V=|\mathbf {a} \cdot (\mathbf {b} \times \mathbf {c} )|=|\mathbf {b} \cdot (\mathbf {c} \times \mathbf {a} )|=|\mathbf {c} \cdot (\mathbf {a} \times \mathbf {b} )|}。
證明：
以 {\displaystyle \mathbf {b} } 和 {\displaystyle \mathbf {c} } 来表示底面的边，则根据向量积的定义，底面的面积 {\displaystyle A} 为：
{\displaystyle A=|\mathbf {b} ||\mathbf {c} |\sin \theta =|\mathbf {b} \times \mathbf {c} |} ，
其中 {\displaystyle \theta } 是 {\displaystyle \mathbf {b} } 与 {\displaystyle \mathbf {c} } 之间的角，而高为：
{\displaystyle h=|\mathbf {a} |\cos \alpha }，
其中 {\displaystyle \alpha } 是 {\displaystyle \mathbf {a} } 与 {\displaystyle h} 之间的角。
从图中我们可以看到， {\displaystyle \alpha } 的大小限定为 {\displaystyle 0^{\circ }\leq \alpha <90^{\circ }} 。而向量 {\displaystyle \mathbf {b} \times \mathbf {c} } 与 {\displaystyle \mathbf {a} } 之间的角 {\displaystyle \beta } 则有可能大于90°（{\displaystyle 0^{\circ }\leq \beta <180^{\circ }}）。也就是说，由于 {\displaystyle \mathbf {b} \times \mathbf {c} } 与 {\displaystyle h} 平行，  {\displaystyle \beta }  的值要么等于 {\displaystyle \alpha } ，要么等于 {\displaystyle 180^{\circ }-\alpha } 。因此：
{\displaystyle \cos \alpha =\pm \cos \beta =|\cos \beta |}，
且
{\displaystyle h=|\mathbf {a} ||\cos \beta |}。
我们得出结论： 
{\displaystyle V=Ah=|\mathbf {a} ||\mathbf {b} \times \mathbf {c} ||\cos \beta |} ，
于是，根据純量积的定义，它等于 {\displaystyle \mathbf {a} \cdot (\mathbf {b} \times \mathbf {c} )} 的绝对值，即：
{\displaystyle V=|\mathbf {a} \cdot (\mathbf {b} \times \mathbf {c} )|}。
证毕。
最后一个表达式也可以写成以下行列式的绝对值：
{\displaystyle V=\left|\det {\begin{bmatrix}a_{1}&a_{2}&a_{3}\\b_{1}&b_{2}&b_{3}\\c_{1}&c_{2}&c_{3}\end{bmatrix}}\right|}。

### 以稜長及夾角計算
若 {\displaystyle a} 、{\displaystyle b} 及 {\displaystyle c} 是三條兩兩相鄰的稜長，且{\displaystyle \alpha } 、 {\displaystyle \beta } 及 {\displaystyle \gamma } 是三條稜邊的夾角，則平行六面体的体积為：
{\displaystyle V=abc{\sqrt {1+2\cos(\alpha )\cos(\beta )\cos(\gamma )-\cos ^{2}(\alpha )-\cos ^{2}(\beta )-\cos ^{2}(\gamma )}}} 。
證明
從上面可知，平行六面体的体积可表示為：
{\displaystyle V=|\det \mathbf {D} |}
其中：
{\displaystyle \mathbf {D} ={\begin{bmatrix}a_{1}&a_{2}&a_{3}\\b_{1}&b_{2}&b_{3}\\c_{1}&c_{2}&c_{3}\end{bmatrix}}}。
因此
{\displaystyle V^{2}=\det(\mathbf {D} \mathbf {D} ^{t})=\det {\begin{bmatrix}a\cdot a&a\cdot b&a\cdot c\\b\cdot a&b\cdot b&b\cdot c\\c\cdot a&c\cdot b&c\cdot c\end{bmatrix}}}
依行列式及純量積定義展開公式右手邊，即可得上述公式。

### 以座標計算
選取任意一頂點 {\displaystyle (x_{1},y_{1},z_{1})} 以其相鄰三個頂點 {\displaystyle (x_{2},y_{2},z_{2})} 、 {\displaystyle (x_{3},y_{3},z_{3})} 及 {\displaystyle (x_{4},y_{4},z_{4})} ，則體積可表示為：
{\displaystyle V=\left|\det {\begin{bmatrix}x_{1}&y_{1}&z_{1}&1\\x_{2}&y_{2}&z_{2}&1\\x_{3}&y_{3}&z_{3}&1\\x_{4}&y_{4}&z_{4}&1\\\end{bmatrix}}\right|.}

## 特殊情况
如果平行六面体具有对称平面，则一定是以下两种情况之一：
- 四个面是长方形；
- 两个面是菱形，而在另外四个面中，两个相邻面相等，另外两个面也相等。

长方体是六个面都是长方形的平行六面体；正方体是六个面都是正方形的平行六面体。
菱面体是六个面都是菱形的平行六面体；三方偏方面体是所有菱形面都全等的菱面体。

## 完美平行六面體
完美平行六面體指棱長、面對角線和體對角線都是整數的平行六面體。在2009年，發現了數十個完美平行六面體的例子，包括棱長271、106及103，劣面對角線長101、 266及255，優面角線長183、 312及323,以及體對角線長374、 300、 278及272的平行六面體。

## 超平行体
平行六面体在高维空间的推广称为超平行体。
特别地，n维空间中的超平行体称为n维超平行体。因此，平行四边形就是2维超平行体，平行六面体就是3维超平行体。
n维超平行体的所有对角线相交于一点，并被这个点所平分。
位于{\displaystyle \mathbb {R} ^{m}}空间中的n维超平行体的n维体积（{\displaystyle m\geq n}），可以用格拉姆行列式的方法来计算。